# Пол Гейман
Пол Хейман (англ. Paul Heyman; нар. 11 вересня 1965 року) — американський продюсер в жанрі розваг. Свою популярність заробив в роботі з реслінг-компаніями як промоутер, менеджер, коментатор і журналіст. Іноді знімається в кінофільмах.
У 90-х рр. він був креативщиком в Extreme Championship Wrestling. Також він деякий час працював World Championship Wrestling, American Wrestling Association та WWE. За підсумками його діяльності журнал «Advertising Age» включив його в список «Сто Кращих Маркетологів».

## Життєпис
Пол Гейман народився в Скарсдейле (Нью-Йорк) в небагатій єврейській родині. Його мати — Суламітко Гейман — була в'язнем Голокосту. У самого Пола з дитинства була тяга до організації різних витівок, що вилилося в те, що вже в 11 років у нього був невеликий бізнес з продажу різних сувенірів з символікою різних відомих спортивних і поп-культурних знаменитостей. Також будучи тінейджером він встиг стати регулярним фотографом на шоу WWWF, яка в результаті платила йому за деякі фотографії.
Пол вчився в коледжі Westchester Community, де став радіо-ведучим, а пізніше отримав роботу промоутера в відомому клубі «Студія 54». Паралельно він продовжував роботу фотографом, надаючи фотографії для таких видань як Pro Wrestling Illustrated.
Дебют на реслінг-рингу Геймана відбувся на початку 1987 року. Після недовгого виступу на північному заході він отримав запрошення приєднатися до Флоридського FCW, де став менеджером різних реслерів, отримавши ім'я «Пол І. Дейнджерослі».

## Особисте життя
Гейман-самотній батько двох дітей, дочки Азалії Гейман, яка народилася 31 липня 2002 року і сина, на ім'я Яків Гейман, який народився 28 травня 2004 року.